# 環境世代
環境世代（エコロジー世代、Génération Écologie）は、フランスの環境政党。フランスの環境主義政党としては、緑の党に次ぐ。1990年ブリス・ラロンドやジャン＝ルイ・ボルローによって結成された。結党に当たっては、フランソワ・ミッテランの示唆があったとされ、環境保護志向の政治家と官僚を蝟集する政治クラブ的な存在を目指した。
ブリス・ラロンドとともに党を代表したノエル・マメールは、1992年ラロンドの後継党首となるが、1994年路線対立から党を除名され、環境保護団体「環境・連帯一致」 Ecology-Solidarity Convergencesを経て、1998年緑の党に入党した。
多くの緑の党、環境政党が左翼であるのに対し、環境世代は結党直後のフランス社会党との関係にもかかわらず、自らを中道右派の環境保護政党であると任じている。党の通称も「青」（Le bleu、ル・ブラウ）であり、環境政党が緑をイメージカラーにしているのに対し、保守政党のイメージカラーのひとつである青をイメージカラーとしている。2002年以降、ジャック・シラク大統領の与党である国民運動連合と協力関係になったが、2004年地方選挙以降は関係が希薄になった。
環境世代は2004年選挙でさまざまな勢力（連邦党、障害者民主センター、Vanquish Unemployment協会など）と協力関係を構築した。ブリス・ラロンドの跡を襲ったフランス・ゲマールは、2007年フランス大統領選挙に立候補を目指したが、推薦人を確保できず立候補を断念した。